# Jan Jerzy Ostryk
Jan Jerzy Ostryk (ur. 1951 w Bytomiu) – polski duchowny metodystyczny, były superintendent (biskup) Okręgu (diecezji) Zachodniego Kościoła Ewangelicko-Metodystycznego RP oraz członek Rady Kościoła.

## Życiorys
Przed wstąpieniem do seminarium pracował między innymi w kopalni, jako strażak oraz w hucie. Jest absolwentem Wyższego Seminarium Teologiczne im. Jana Łaskiego w Warszawie, z 1976 r. Przewodniczący Wielkopolskiego Oddziału Polskiej Rady Ekumenicznej w Poznaniu oraz członek Komisji Ekumenicznej IX Zjazdu Gnieźnieńskiego. Do 91 Dorocznej Konferencji Kościoła Ewangelicko-Metodystycznego w RP, w czerwcu 2013 r., piastował funkcję superintendenta Okręgu Zachodniego Kościoła Ewangelicko-Metodystycznego RP, obejmującej swoim zasięgiem tereny Pomorza, Wielkopolskę oraz Śląsk. Pastor Parafii Ewangelicko-Metodystycznej w Poznaniu.
Żona pastora Jana Jerzego Ostryka, Renata zmarła 19 kwietnia 2015 roku.